# فلبریگ
فلبریگ (به انگلیسی: Felbrigg) یک محله مدنی و روستا در بریتانیا است که در North Norfolk واقع شده‌است. فلبریگ ۶٫۳۰ کیلومتر مربع مساحت و ۱۹۳ نفر جمعیت دارد.